# Sant Quirze del Vallès (kommunhuvudort)
Sant Quirze del Vallès är en kommunhuvudort i Spanien.   Den ligger i provinsen Província de Barcelona och regionen Katalonien, i den östra delen av landet, 500 km öster om huvudstaden Madrid. Sant Quirze del Vallès ligger 178 meter över havet och antalet invånare är 18 462.
Terrängen runt Sant Quirze del Vallès är platt åt sydost, men åt nordväst är den kuperad.Runt Sant Quirze del Vallès är det mycket tätbefolkat, med 10 000 invånare per kvadratkilometer. Närmaste större samhälle är Barcelona, 17,2 km söder om Sant Quirze del Vallès. I omgivningarna runt Sant Quirze del Vallès växer i huvudsak barrskog.